# Ribamontán al Monte
Ribamontán al Monte là một đô thị trong tỉnh và cộng đồng tự trị Cantabria, Tây Ban Nha. Đô thị này có diện tích là 42,17 ki-lô-mét vuông, dân số năm 2009 là 2142 người với mật độ 50,79 người/km². Đô thị này có cự ly 27 km so với tỉnh lỵ Santander.